# Pług talerzowy
Pług talerzowy – pług mający zamiast korpusów talerze przecinające i odwracające rolę.
Elementem roboczym pługa talerzowego jest wycinek kuli nazywany talerzem. Podczas orki talerze obracają się na skutek tarcia gleby o powierzchnię talerza. Talerze zużywają się mniej niż lemiesze, ponieważ długość ostrza talerze jest większa. Podczas pracy następuje też samoczynne ostrzenie talerza. Pług talerzowy ogranicza tworzenie się podeszwy płużnej, ponieważ dno bruzdy jest nierówne.
Pług talerzowy przeznaczony jest do orki gleb ciężkich, przesuszonych, zakamienionych, rowów leśnych i nieużytków. Nadaje się szczególnie do orki gleb zadarnionych, z dużą ilością korzeni, np. po usuniętych drzewach. Elementy robocze pługa talerzowego łatwiej przecinają korzenie niż pługi lemieszowe, a, natrafiając na przeszkodzę (korzeń, kamień), przetaczają się po niej. Na glebach ciężkich pług talerzowy zalepia się wolniej niż pług lemieszowy. Na lepszych glebach używanie pługa talerzowego jest mniej uzasadnione, ponieważ efekt ich działania jest słabszy niż pługów lemieszowych, a koszty użycia wyższe.
W Polsce produkowane były różne pługi talerzowe. W latach 70. XX wieku były to głównie pługi trzyskibowe PTz-3. Zbudowano również inne pługi 2-, 3-, 4-, 5-skibowe. Szczególnie popularne były pługi talerzowe dwuskibowe produkcji krajowej.